# Wereldbeker schaatsen 2014/2015 - Wereldbekerfinale
De Wereldbeker schaatsen 2014/2015 Wereldbekerfinale was de zevende en laatste wedstrijd van het wereldbekerseizoen. De wedstrijd vond plaats op 21 en 22 maart 2015 in de Gunda Niemann-Stirnemann Halle in Erfurt, Duitsland.
De eindklassementen van de wereldbeker kregen in dit weekend hun uiteindelijke vorm, Pavel Koelizjnikov en Heather Richardson verzekerden zich van de bonus van US$20.000 voor de winnaar van de Grand World Cup.

## Tijdschema
| Datum             | Onderdelen |
| ----------------- | --- |
| Zaterdag 21 maart | 1e 500 m vrouwen 1e 500 m mannen 1500 m vrouwen 1000 m mannen 5000 m mannen                                       |
| Zondag 22 maart   | 3000 m vrouwen 2e 500 m vrouwen 2e 500 m mannen 1000 m vrouwen 1500 m mannen Massastart vrouwen Massastart mannen |

## Podia

### Mannen
| Wedstrijd  | Goud                       | Tijd              | Zilver                                         | Tijd              | Brons                           | Tijd              |
| 1e 500 m   | Pavel Koelizjnikov Rusland | 34,71             | Michel Mulder Nederland                        | 34,94             | Gerben Jorritsma Nederland      | 35,25             |
| 2e 500 m   | Roeslan Moerasjov Rusland  | 34,97             | Laurent Dubreuil CanadaMichel Mulder Nederland | 35,10(9)          |                                 |                   |
| 1000 m     | Denny Morrison Canada      | 1.09,07           | Kjeld Nuis Nederland                           | 1.09,42           | Vincent De Haître Canada        | 1.09,47           |
| 1500 m     | Denny Morrison Canada      | 1.46,15           | Sverre Lunde Pedersen Noorwegen                | 1.46,51           | Bart Swings België              | 1.46,81           |
| 5000 m     | Jorrit Bergsma Nederland   | 6.17,49           | Sverre Lunde Pedersen Noorwegen                | 6.20,64           | Patrick Beckert Duitsland       | 6.21,80           |
| Massastart | Bart Swings België         | 8.10,29 65 punten | Jorrit Bergsma Nederland                       | 8.10,31 41 punten | Sverre Lunde Pedersen Noorwegen | 8.11,43 20 punten |

### Vrouwen
| Wedstrijd  | Goud                                | Tijd              | Zilver                              | Tijd              | Brons                         | Tijd              |
| 1e 500 m   | Heather Richardson Verenigde Staten | 37,80             | Brittany Bowe Verenigde Staten      | 37,93             | Jekaterina Ajdova Kazachstan  | 38,15             |
| 2e 500 m   | Heather Richardson Verenigde Staten | 37,77             | Brittany Bowe Verenigde Staten      | 37,97             | Nao Kodaira Japan             | 38,49             |
| 1000 m     | Brittany Bowe Verenigde Staten      | 1.14,61           | Heather Richardson Verenigde Staten | 1.15,13           | Marrit Leenstra Nederland     | 1.15,78           |
| 1500 m     | Brittany Bowe Verenigde Staten      | 1.55,58           | Heather Richardson Verenigde Staten | 1.55,99           | Martina Sáblíková Tsjechië    | 1.56,74           |
| 3000 m     | Martina Sáblíková Tsjechië          | 4.04,06           | Marije Joling Nederland             | 4.05,64           | Diane Valkenburg Nederland    | 4.07,85           |
| Massastart | Martina Sáblíková Tsjechië          | 9.01,76 68 punten | Nana Takagi Japan                   | 9.16,52 40 punten | Francesca Lollobrigida Italië | 9.16,61 25 punten |